# 2024년 하계 올림픽 덴마크 선수단
2024년 하계 올림픽 덴마크 선수단은 2024년 7월 26일부터 8월 11일까지 프랑스 파리에서 열린 2024년 하계 올림픽에 참가한 올림픽 덴마크 선수단이다. 덴마크 선수단은 1904년 하계 올림픽을 제외하고 모든 하계 올림픽에 출전했다.

## 출전 선수
| 종목         | 남자 | 여자 | 전체 |
| ------------ | ---- | ---- | ---- |
| 골프         | 2    | 2    | 4    |
| 레슬링       | 1    | 0    | 1    |
| 배드민턴     | 5    | 4    | 9    |
| 복싱         | 1    | 0    | 1    |
| 사이클       | 9    | 8    | 17   |
| 사격         | 1    | 2    | 3    |
| 수영         | 0    | 7    | 7    |
| 스케이트보드 | 1    | 0    | 1    |
| 승마         | 3    | 2    | 5    |
| 양궁         | 0    | 1    | 1    |
| 요트         | 5    | 4    | 9    |
| 유도         | 0    | 1    | 1    |
| 육상         | 1    | 3    | 4    |
| 조정         | 3    | 14   | 17   |
| 카누         | 5    | 2    | 7    |
| 탁구         | 3    | 0    | 3    |
| 태권도       | 1    | 0    | 1    |
| 테니스       | 1    | 2    | 3    |
| 트라이애슬론 | 1    | 1    | 2    |
| 핸드볼       | 14   | 14   | 28   |
| 전체         | 57   | 67   | 124  |

## 메달 집계
| 종목 | 1 | 2 | 3 | 합계 |
| 종목 | ' | ' | ' | '    |
| 종목 | ' | ' | ' | '    |
| 종목 | ' | ' | ' | '    |
| 합계 | ' | ' | ' | '    |

## 종목별 성적

### 배드민턴
남자
- 빅토르 악셀센
- 아네르스 안톤센

### 사이클
남자
- 마스 페데르센

### 육상
남자
- 시몬 한센

여자
- 리사 브릭스 페데르센
- 이다 카르스토프트
- 카트리네 코크 야콥센

## 같이 보기
- 2024년 하계 올림픽